# Administrativní dělení Kosova
Kosovská republika je rozdělena do 7 okruhů (albánsky: rajone, srbsky: oкрузи). Okruhy jsou dále děleny do 38 opštin (albánsky: komuna, srbsky: oпштина).
Srbská republika dělí autonomní oblast Kosovo a Metochie do 5 okruhů, z toho 2 okruhy v Kosovu a 3 okruhy v Metochii. 
Samotné Kosovo (bez Metochie) dělí Srbská republika na 3 okruhy a Kosovská republika na 4 okruhy – původní Kosovský okruh rozdělila Kosovská republika na Prištinský a Uroševacký okruh. Metochii dělí Srbská republika jen na 2 okruhy, zatímco Kosovská republika na 3 okruhy – nový Đakovický okruh zčásti ubral území jak z Pečského, tak z Prizrenského okruhu. Krom toho došlo i k dalším dílčím změnám hranic okruhů. 

## Okruhy srbské autonomní oblasti Kosovo a Metochie

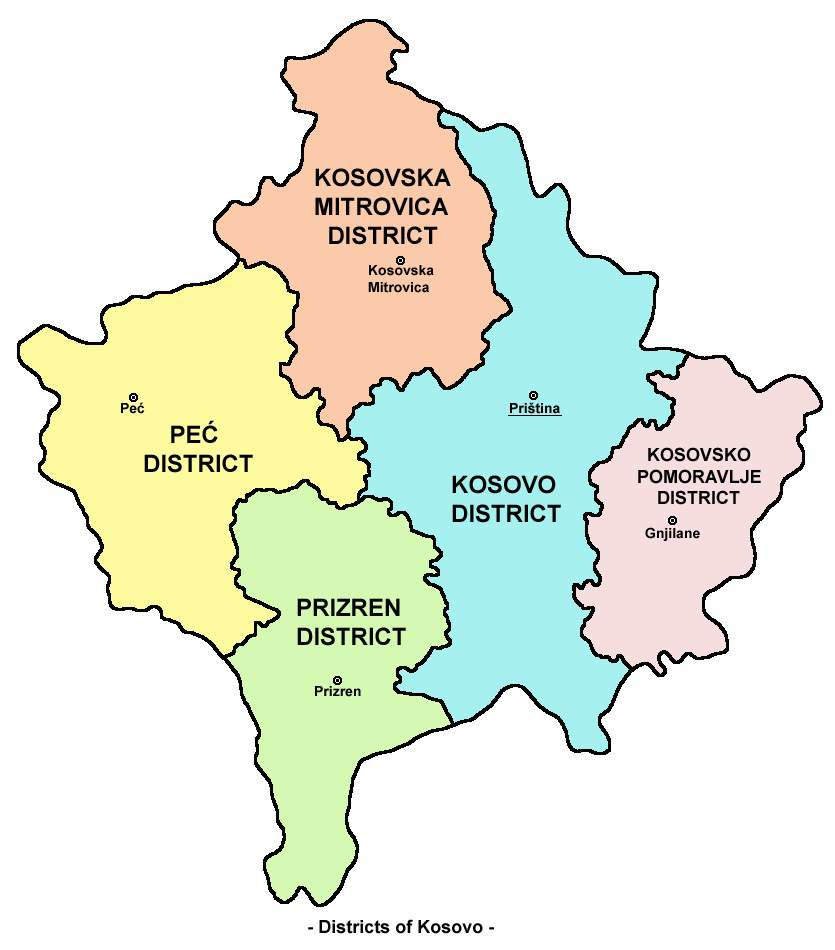
Mapka členění srbské autonomní oblasti Kosovo a Metochie (s popisky v angličtině)

| Okruh                    | Rozloha (v km²) | Počet obyvatel (2002) | Sídlo              | Poloha |
| ------------------------ | --------------- | --------------------- | ------------------ | ------ |
| Kosovský okruh           | 3310            | 672 292               | Priština           |        |
| Kosovskopomoravský okruh | 1389            | 217 726               | Gnjilane           |        |
| Kosovskomitrovický okruh | 2053            | 275 904               | Kosovska Mitrovica |        |
| Pećský okruh             | 2459            | 414 187               | Peć                |        |
| Prizrenský okruh         | 2196            | 376 085               | Prizren            |        |

## Okruhy Kosovské republiky
| Okruh                    | Rozloha (v km²) | Počet obyvatel (2011) | Obce                                                                             | Poloha |
| ------------------------ | --------------- | --------------------- | -------------------------------------------------------------------------------- | ------ |
| Đakovický okruh          | 1 129           | 194 672               | Deçan Đakovica Junik Orahovac                                                    |        |
| Gnjilanský okruh         | 1 206           | 180 783               | Gnjilane Kosovska Kamenica Klokot Parteš Ranilug Vitina                          |        |
| Kosovskomitrovický okruh | 2 077           | 272 247               | Leposavić Kosovska Mitrovica Severna Mitrovica Srbica Vučitrn Zubin Potok Zvečan |        |
| Pećský okruh             | 1 365           | 174 235               | Peć Istok Klina                                                                  |        |
| Prištinský okruh         | 2 470           | 477 312               | Glogovac Gračanica Kosovo Polje Lipljan Novo Brdo Obilić Podujevo Priština       |        |
| Prizrenský okruh         | 1 397           | 331 670               | Dragaš Mališevo Mamuša Prizren Suva Reka                                         |        |
| Uroševacký okruh         | 1 030           | 185 806               | Uroševac Djeneral Janković Kačanik Štimlje Štrpce                                |        |